# Герб комуни Лунд
Герб комуни Лунд (швед. Lunds kommunvapen) — символ шведської адміністративно-територіальної одиниці місцевого самоврядування комуни Лунд. 

## Історія
Від XIV століття місто Лунд використовувало власний герб. Новий дизайн герба було розроблено також для міста Лунд. Він отримав королівське затвердження 1913 року.    
Після адміністративно-територіальної реформи, проведеної у Швеції на початку 1970-х років, муніципальні герби стали використовуватися лишень комунами. Цей герб був 1974 року перебраний для нової комуни Лунд.
Герб комуни офіційно зареєстровано 1975 року.

## Опис (блазон)
У срібному полі на зеленій основі червона міська стіна з трьома вежами (бічні вежі нижчі) та відкритими воротами.

## Зміст
Сюжет герба походить з міської печатки 1354 року. Міські укріплення уособлюють оборонне значення міста.